# Blažovce
Blažovce este o comună slovacă, aflată în districtul Turčianske Teplice din regiunea Žilina. Localitatea se află la altitudinea de 452 m deasupra n.m., se întinde pe o suprafață de 3,605 km2 și în 2017 număra 164 de locuitori. Se învecinează cu comuna Socovce.

## Istoric
Localitatea Blažovce este atestată documentar din 1343.

## Demografie
| An:                | 1994 | 2004   | 2014   | 2024   |
| ------------------ | ---- | ------ | ------ | ------ |
| Număr de persoane: | 162  | 166    | 163    | 165    |
| Diferență:         |      | +2,46% | −1,80% | +1,22% |

| An:                | 2023 | 2024   |
| ------------------ | ---- | ------ |
| Număr de persoane: | 164  | 165    |
| Diferență:         |      | +0,60% |